# 312627 Brigitteyagüe
312627 Brigitteyagüe è un asteroide troiano di Giove del campo greco. Scoperto nel 2009, presenta un'orbita caratterizzata da un semiasse maggiore pari a 5,233197 UA e da un'eccentricità di 0,170833, inclinata di 7,283379° rispetto all'eclittica.
L'asteroide è stato scoperto dall'osservatorio astronomico di La Sagra, coordinato dall'osservatorio astronomico di Maiorca ed è dedicato a Brigitte Yagüe, taekwondoka spagnola.